# Pampazaunkönig
Der Pampazaunkönig oder auch Seggenzaunkönig (Cistothorus platensis) ist ein kleiner Singvogel aus der Familie der Zaunkönige. Die Verbreitung reicht vom größten Teilareal in den gemäßigten Breiten Nordamerikas über zahlreiche zerstreute Vorkommen in Mittel- und Südamerika südwärts bis nach Feuerland. Zudem kommt die Art auf den Falkland-Inseln vor.
Im Dezember 2014 ergab eine genetische Untersuchung, dass die Art in ihrer derzeitigen Zusammensetzung paraphyletisch ist. Sie müsste auch den Méridazaunkönig (Cistothorus meridae) und den Apolinarzaunkönig (Cistothorus apolinari) einschließen. Die Autoren der Studie schlagen die Aufteilung des gesamten Komplexes aus bisher drei in elf Arten vor. Die nordamerikanischen Populationen würden dann beispielsweise als Cistothorus stellaris (J. F. Naumann, 1823) als „Pampazaunkönig“ („Sedge Wren“) bezeichnet werden, die Nominatform Cistothorus platensis mit der Unterart polyglottos eine weitere Art („Pampas Wren“) bilden.

## Beschreibung
Der Pampazaunkönig zählt mit 9–12 cm Körperlänge und 7–10 g zu den kleinen Arten der Familie und ist geringfügig größer als ein Zaunkönig. Ein Sexualdimorphismus besteht nicht. Der recht kurze Schnabel ist oberseits braun, unterseits heller gelblichbraun mit aufgehellter Spitze. Die Iris ist braun. Beine und Füße sind fleischfarben.
Bei adulten Vögeln ist die Oberseite auf beigebraunem Grund schwarz und weiß gestrichelt. Die Strichelung entsteht durch weißliche Schaftstriche und/oder Spitzen sowie schwarze Zentren und/oder Säume. Auf dem Scheitel ist die Streifung feiner und auf dem Rücken sehr viel breiter. Die Streifung kann sich auf Bürzel und Oberschwanzdecken fortsetzen, bei manchen Populationen und Unterarten kann sie, ebenso wie auf dem Scheitel fehlen, nur teilweise oder schwach ausgeprägt sein. Der Überaugenstreif ist beige und von dunkler braunen Ohrdecken begrenzt. Kinn, Kehle und vordere Brust sind weißlich, die übrige Unterseite ist vor allem zu den Flanken und den Unterschwanzdecken hin sandbeige bis zimtfarben getönt. Diese Tönung kann sich auf der Brust zu einem angedeuteten Band verdichten. Die Steuerfedern sind auf hellbraunem Grund dunkel gestreift, bei einigen Populationen sind die Innenfahnen der mittleren Steuerfedern komplett schwarz. Die Flügel sind auf dunklem Grund breit hellbraun bis hellbeige gebändert, die Bänderung wird zu den inneren Armschwingen und Armdecken hin heller.

## Stimme
Der Gesang wird ausschließlich von Männchen vorgetragen. Er erinnert ein wenig an den der Grauammer und besteht aus Strophen von 1,5 bis 2 Sekunden Länge, die in Abständen ähnlich oder in gleicher Form wiederholt werden. Diese werden mit drei bis vier kurzen, stakkatoartigen Silben eingeleitet und enden in recht variablen, klirrenden Trillern.
Männchen und Weibchen äußern eine Reihe von verschiedenen Rufen, unter anderem ein hohes, kurzes tschid, das den ersten Silben des Gesangs ähneln kann.

## Verbreitung und Bestand
Die Brutverbreitung des Pampazaunkönigs reicht in zahlreichen disjunkten Teilarealen vom gemäßigten Nordamerika durch Mittel- und Südamerika bis nach Feuerland. Sie umfasst zudem die Falkland-Inseln.
Das nordamerikanische Verbreitungsgebiet reicht in Kanada von der östlichen Mitte Albertas und der südlichen Hälfte Saskatchewans, dem Südteil Manitobas und Ontarios bis in den äußersten Süden Québecs. In den USA verläuft die Westgrenze des Areals etwa durch die Mitte der Staaten North und South Dakota sowie Nebraska, die Südgrenze durch den äußersten Nordosten von Kansas, das mittlere Missouri, den Süden von Illinois und den äußersten Norden Kentuckys. Ostwärts kommt die Art noch in ganz Ohio, bis in den äußersten Nordwesten Pennsylvanias, in der Mitte und dem Norden New Yorks und im äußersten Nordwesten Vermonts vor. Zerstreute Vorkommen gibt es zudem ostwärts bis New Brunswick und südlich der geschlossenen Verbreitung in einem Bereich auf Höhe der Chesapeake Bay.
In Mittelamerika kommt die Art lokal vom mittleren Mexiko bis Costa Rica vor. Vorkommen, die bis ins westliche Panama reichten, sind Anfang des 20. Jahrhunderts erloschen. In Mexiko erstreckt sich das Areal über das südöstliche San Luis Potosí und das südliche Nayarit ostwärts durchs südliche Michoacán bis nach Puebla und in die westliche Mitte von Veracruz sowie vom Süden desselben Bundesstaats bis ins westliche Campeche und den Südosten von Chiapas. Weiterhin kommt die Art im südlichen Guatemala, im nordöstlichen El Salvador, im westlichen Honduras und in der östlichen Mitte von Costa Rica vor.
In Südamerika sind die Vorkommen sehr zerstreut. In Kolumbien und Venezuela findet man die Art in mehreren Regionen entlang der Anden. Zudem kommt sie lokal in den kolumbianischen Llanos, der Sierra Nevada de Santa Marta, in der Sierra de Perijá und am Roraima-Tepui an der Grenze zu Guyana vor. Weitere große Teilareale in den Anden gibt es in Ecuador, Peru, Bolivien, Chile und Argentinien südwärts bis Feuerland. Ferner erstreckt sich ein großes Teilareal in den Ebenen des mittleren Argentiniens ostwärts bis in die Provinz Buenos Aires, im südöstlichen Brasilien vom südlichen Goiás und Minas Gerais südwärts bis Paraná sowie ein weiteres über den äußersten Süden Paraguays und einen Teil Argentiniens bis Rio Grande do Sul.
Die Art ist nicht gefährdet und der Bestandstrend ist überwiegend positiv.

## Geografische Variation
Die geografische Variation ist recht ausgeprägt und kompliziert. Sie bezieht sich auf Körpermaße und Proportionen, Streifung der Oberseite und Färbung der Unterseite. Es werden bis zu 20 Unterarten unterschieden, die in drei Gruppen unterteilt werden können. Zwei davon sind in Südamerika verbreitet, wobei die eine hauptsächlich im Bereich der Anden, die andere in subtropischen Bergregionen und im Tiefland in östlicher gelegenen Regionen vorkommt. Im Norden Argentiniens und im Südosten Brasiliens gibt es intermediäre Populationen, so dass anzunehmen ist, dass sich die beiden Gruppen in diesen Bereichen mischen. Traylor (1988) vermutet, dass die erste Gruppe sich in Südamerika entlang der Anden vor sehr langer Zeit ausgebreitet hat, da heute innerhalb der Gruppe eine auffällige geografische Variation mit teils klinaler Ausprägung besteht. Die andere hat Südamerika erst in jüngerer Zeit besiedelt und weist noch recht konstante Merkmale auf. In dieses Entwicklungsszenario würden sich auch die nahe verwandten Arten Méridazaunkönig (Cistothorus meridae) und Apolinarzaunkönig (Cistothorus apolinari) eingliedern lassen.
Stellaris-Gruppe
Die Verbreitung dieser Gruppe reicht von Nord- bis Mittelamerika. Sie zeichnet sich durch eine fehlende oder nur andeutungsweise vorhandene Streifung auf Bürzel und Unterschwanzdecken aus. Diese Gefiederpartie ist bei C. p. stellaris rötlich zimtfarben. Vögel dieser Unterart sind Zugvögel und weisen durchschnittlich recht lange Flügel auf.
- C. p. stellaris (J. F. Naumann, 1823)[14] – Brütet in Südkanada bis Nordkentucky, Ostpennsylvania und New York in den USA, nicht brütend von Virginia bis südlich an die Küsten von Texas und Nordostmexiko.
- C. p. tinnulus R. T. Moore, 1941[15] – Michoacán, Zentralmexiko, nur vom Typusexemplar bekannt.
- C. p. elegans P. L. Sclater & Salvin, 1859[16] – Hochland Südostmexikos, Guatemala und westliches Belize.
- C. p. lucidus Ridgway, 1903[17] – Zentral-Costa Rica südwärts bis Westpanama.
- C. p. potosinus Dickerman, 1975[18] – Nord- und Zentralmexiko.
- C. p. jalapensis Dickerman, 1975[18] – Ostmexiko.
- C. p. warneri Dickerman, 1975[19] – Ostmexikanisches Tiefland.
- C. p. russelli Dickerman, 1975[19] – Belize.
- C. p. graberi Dickerman, 1975[20] – Inneres und östliches Honduras sowie Nordostnicaragua.

Platensis-Gruppe
Diese südamerikanische Unterartengruppe unterscheidet sich von der Polyglottus-Gruppe durch den durchgehend streifigen Schwanz und eine durchschnittlich längere Flügellänge. Sie ist recht variabel in Körpermaßen und Gefiederfärbung mit mehreren klinal ausgeprägten Untergruppen und einigen deutlichen Brüchen. Traylor (1988) hält die Abgliederung der Unterarten tolimae und tamae für nicht gerechtfertigt. Er hält sie für klinale Ausprägungen von aeqatorialis.
- C. p. aequatorialis Lawrence, 1871[22] – Südliches Ende der Anden in Kolumbien bis südlich nach Zentralperu.
- C. p. tolimae Meyer de Schauensee, 1946[23] – Nördlicher Teil der Anden in Kolumbien.
- C. p. tamae Cory, 1916[24] – Südwestvenezuela und Ostkolumbien.
- C. p. graminicola Taczanowski, 1874[25] – Süd- und Zentralperu.
- C. p. tucumanus E. Hartert, 1909[26] – Nordwestargentinien.
- C. p. platensis (Latham, 1790)[27] – Ostargentinien.
- C. p. hornensis (R. P. Lesson, 1834)[28] – Zentralchile und Südargentinien bis Kap Hoorn.
- C. p. falklandicus Chapman, 1934[29] – Falklandinseln.

Polyglottus-Gruppe
Im Unterschied zur Platensis-Gruppe zeigen diese Unterarten untereinander eine recht geringe Variation. Der Bürzel ist meist ungestreift, die Flügellänge relativ gering und die mittleren Steuerfedern weisen komplett schwarze Innenfahnen auf.
- C. p. polyglottus (Vieillot, 1819)[30] – Paraguay und Südostbrasilien.
- C. p. alticola Salvin & Godman, 1883[31] – Berge Nordkolumbiens, West-, Nord- und Ostvenezuela sowie Westguyana.
- C. p. minimus Carriker, 1935[32] – Südperu bis Südbolivien.

## Wanderungen
Die nördliche Unterart C. p. stellaris ist ein Kurzstreckenzieher, der entlang der südlichen Atlantikküste Nordamerikas und am Golf von Mexiko in den USA und im nordöstlichen Mexiko überwintert. Die Überwinterungsgebiete erstrecken sich dort sehr weit ins Binnenland. Der Frühjahrszug findet ab Ende April bis Juni statt, der Herbstzug zwischen Anfang August und Ende Oktober. Alle anderen Populationen sind Standvögel.

## Lebensraum
Der Pampazaunkönig brütet in Seggenrieden und anderen hohen Grasbeständen in Feucht- und Mähwiesen, Nassbrachen, Röhrichtflächen an Gewässern, Salzwiesen und Hochmooren. Er meidet kurzgrasige, offene, überschwemmte oder von Rohrkolben dominierte Habitate. Optimale Habitate sind in nicht zu hohem Maße von Gebüschen und Hochstauden durchsetzt und weisen eine durchschnittliche Wuchshöhe von 1,1 m auf.

## Fortpflanzung

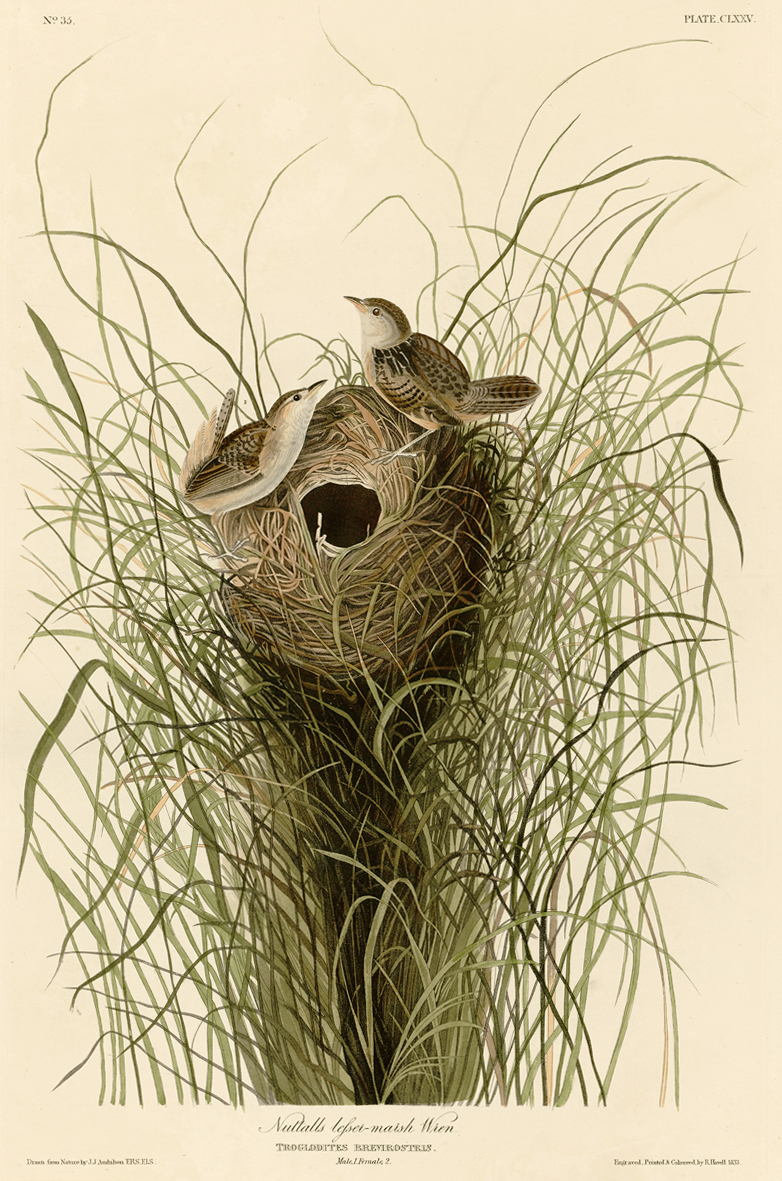
Paar des Pampazaunkönigs am Nest, Stich nach John James Audubon

Neben monogamen Brutehen kommt beim Pampazaunkönig häufig Bigynie vor. Obwohl das Geschlechterverhältnis meist annähernd gleich ist, brüten nicht selten zwei Weibchen im Territorium eines Männchens mit einem erfolgversprechenden Revier, so dass andere Männchen – oft solche mit randständigen oder weniger geeigneten Revieren – unverpaart bleiben. Der Anteil an Polygynie kann zwischen 30 und 50 % betragen.
Pampazaunkönige brüten ein bis möglicherweise zweimal pro Jahr. Die Brutzeit liegt in Nordamerika zwischen Mai und September, wobei regionale Unterschiede bestehen. Westlich der Großen Seen finden die meisten Bruten zwischen Mai und Juni, in südlicher und östlicher gelegenen Regionen oft erst zwischen Juli und August, manchmal sogar erst im September statt. Bei späten Bruten kann es sich um Nachgelege handeln; möglicherweise ist dies aber auch eine Anpassung an Brutgebiete, in denen die Wasserstände erst spät im Jahr absinken, so dass die benötigten feuchten, aber nicht überschwemmten Habitate erst dann verfügbar sind.
Männchen treffen bis zu zwei Wochen vor Ankunft der Weibchen in den Brutgebieten ein und etablieren dort ihre Reviere. Etwa zeitgleich mit der Ankunft der Weibchen beginnen sie mit dem Bau mehrere Nester, von denen dann eines vom Weibchen ausgewählt und für die Brut mit feinerem Nistmaterial ausgekleidet wird. Bei zwölf untersuchten Revieren in Minnesota lag die durchschnittliche Anzahl der Nester pro Territorium bei 7,4. Bei den meisten war der äußere Bau vollendet. Möglicherweise dient die hohe Anzahl von Nestern der Ablenkung von Prädatoren, zum Teil werden sie auch  als Schlafnester genutzt.
Das Nest wird in dichten Beständen aufrecht wachsender Seggen oder anderer Gräser in Höhen zwischen 10 cm und 1 m errichtet. Manchmal steht es auch niedrig in Sträuchern oder Bulten. Es ist ein kugelförmiger, fein gewobener Bau mit seitlichem Eingang, der aus Seggen- oder anderen feinen Grashalmen besteht und – falls er als Brutnest ausgewählt wird – mit feinen Halmen, Federn und Haaren ausgekleidet wird. Der Bau dauert 7–8 Tage. Im Unterschied zum länglichen Nests des Sumpfzaunkönigs ist es kugelrund und enthält keine Bestandteile von Rohrkolben.
Der Außendurchmesser beträgt zwischen 8 und 13 cm, der Durchmesser des Innenraums zwischen 4,5 und 7 cm. Das Eingangsloch ist 1,5–2,5 cm groß.
Das Gelege besteht meist aus 7, seltener 3–8 Eiern. Nachgelege sind oft kleiner. Die weißen, leicht glänzenden Eier sind oval bis spitzoval und 16 × 12 mm groß. Das Weibchen legt 1 Ei pro Tag ab und bebrütet diese bereits vor Ablage des letzten Eies. Die Brutdauer liegt zwischen 13 und 16 Tagen.
Die Jungen schlüpfen über 2 bis drei Tage verteilt. Sie werden hauptsächlich vom Weibchen versorgt, gelegentlich füttert aber auch das Männchen. Nach 12 bis 14 Tagen verlassen sie das Nest.

## Ernährung
Die Nahrung besteht hauptsächlich aus Insekten, aber auch aus Spinnentieren.

## Etymologie und Forschungsgeschichte
Die Erstbeschreibung des Pampazaunkönigs erfolgte 1790 durch Johann John Latham unter dem wissenschaftlichen Namen Sylvia platensis. Das Typusexemplar ordnete er Buenos Aires basierend auf eine Tafel von Edme-Louis Daubenton, die unter dem Namen Roitelet de Buenos-Ayres publiziert wurde, zu. Bereits 1850 führten Jean Louis Cabanis die für die Wissenschaft neue Gattung Cistothorus für den Seggenzaunkönig (Cistothorus stellaris (Naumann, JF, 1823)) ein. Dieser Name leitet sich von »cistos κιστος« für »Strauch« und »thouros θουρος« für »springen, entlang rennen« ab. Der Artname platensis bezieht sich auf den Río de la Plata. Warneri ist Dwain Willard Warner (1917–2005) gewidmet, russelli Stephen Mims Russell (geb. 1931) und graberi Richard Rex Graber (1924–1997). Aequatorialis bezieht sich auf Ecuador, da das Typusexemplar am Pichincha gesammelt wurde, potosinus auf San Luis Potosí, jalapensis auf Xalapa, tolimae auf den Nevado del Tolima, tamae auf den Nationalparks El Tamá, tucumanus auf die Provinz Tucumán, hornensis auf das Kap Hoorn und falklandicus auf die Falklandinseln. Polyglottus ist ein Wortgebilde aus πολυς polus für viele und γλωσσα glōssa für Zunge, alticola aus lateinisch altus ‚hoch‘ und lateinisch -cola, colere ‚Bewohner, bewohnen‘ und graminicola lateinisch gramen, graminis ‚Gras‘ und lateinisch -cola, colere ‚Bewohner, bewohnen‘. Schließlich leiten sich tinnulus von lateinisch tinnulus, tinnire ‚klingeln‘, elegans von lateinisch elegantis, elegere ‚elegant, fein, auswählen‘ und lucidus von lateinisch lucidus, lux, lucis ‚klar, hell, Licht‘ ab. Aufgrund von Untersuchungen durch Mark Blair Robbins und Árpád S. Nyári aus dem Jahre 2014 wird der Seggenzaunkönig (Cistothorus stellaris) inzwischen als eigenständige Art betrachtet. Der Name hat seinen Ursprung in  lateinisch stellaris, stella ‚sternförmig, Stern‘. Alfred Laubmann erwähnte in seinem Werk Die Vögel von Paraguay, dass in der Literatur für C. p. polyglottus immer nur auf Troglodito del Todo Voz von Félix de Azara verwiesen wurde und neuere Funde zu diesem Zeitpunkt nicht bekannt waren. Laubmann sah die Art in Synonymität mit Troglodytes omnisonus J. F. Naumann, 1823, der ebenfalls auf Azara verwies. Omnisonus bildet sich aus lateinisch omnis ‚alles‘ und lateinisch sonare ‚klingen‘.